# Amphimoea walkeri
Amphimoea walkeri (лат.) — вид ночных бабочек из семейства бражников, единственный в роде Amphimoea.

## Описание
Размах крыльев 147—164 мм. Взрослые особи летают круглый год. Самый длинный хоботок среди бражников (и всех насекомых) имеется как раз у Amphimoea walkeri — его длина достигает 28 сантиметров, что в четыре раза длиннее остального тела. Длинный хоботок позволяет бражникам пить нектар из глубоких цветков, оставаясь при этом в воздухе.
Гусеницы питаются на деревьях вида Anaxagorea crassipetala.

## Ареал
Латиноамериканский вид. Распространен от Мексики до Аргентины.

## Галерея

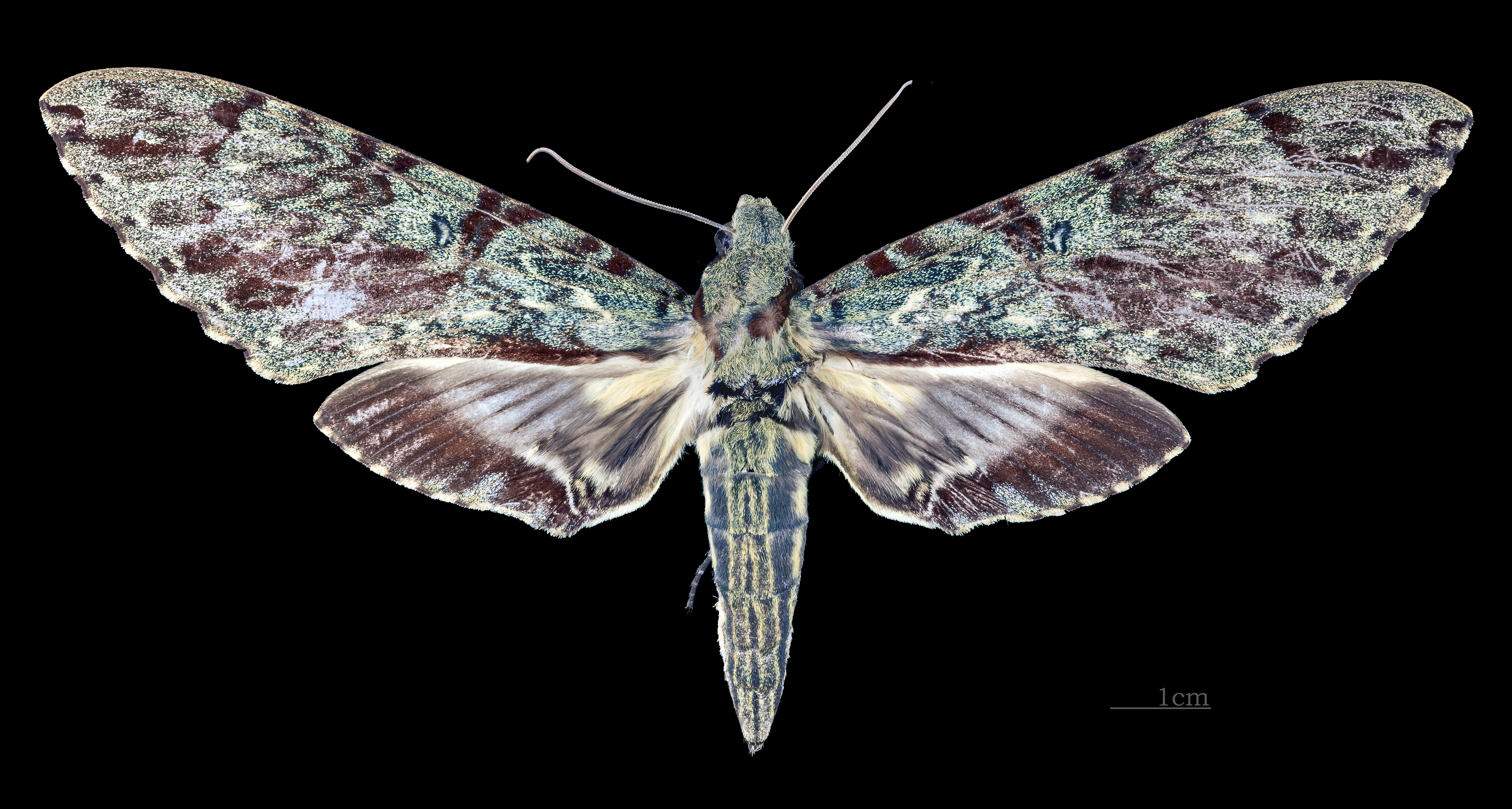
Самка
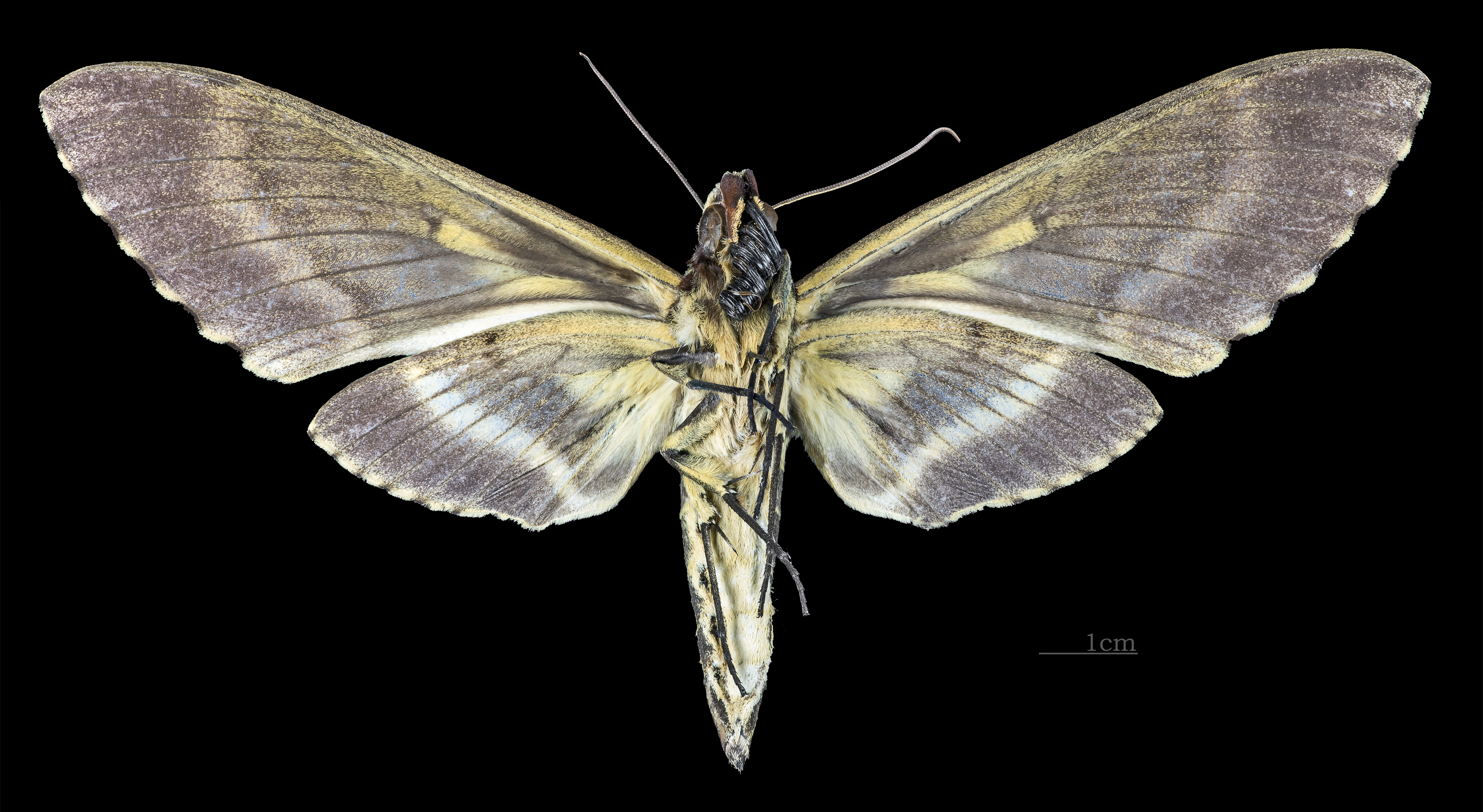
Самка, вид снизу
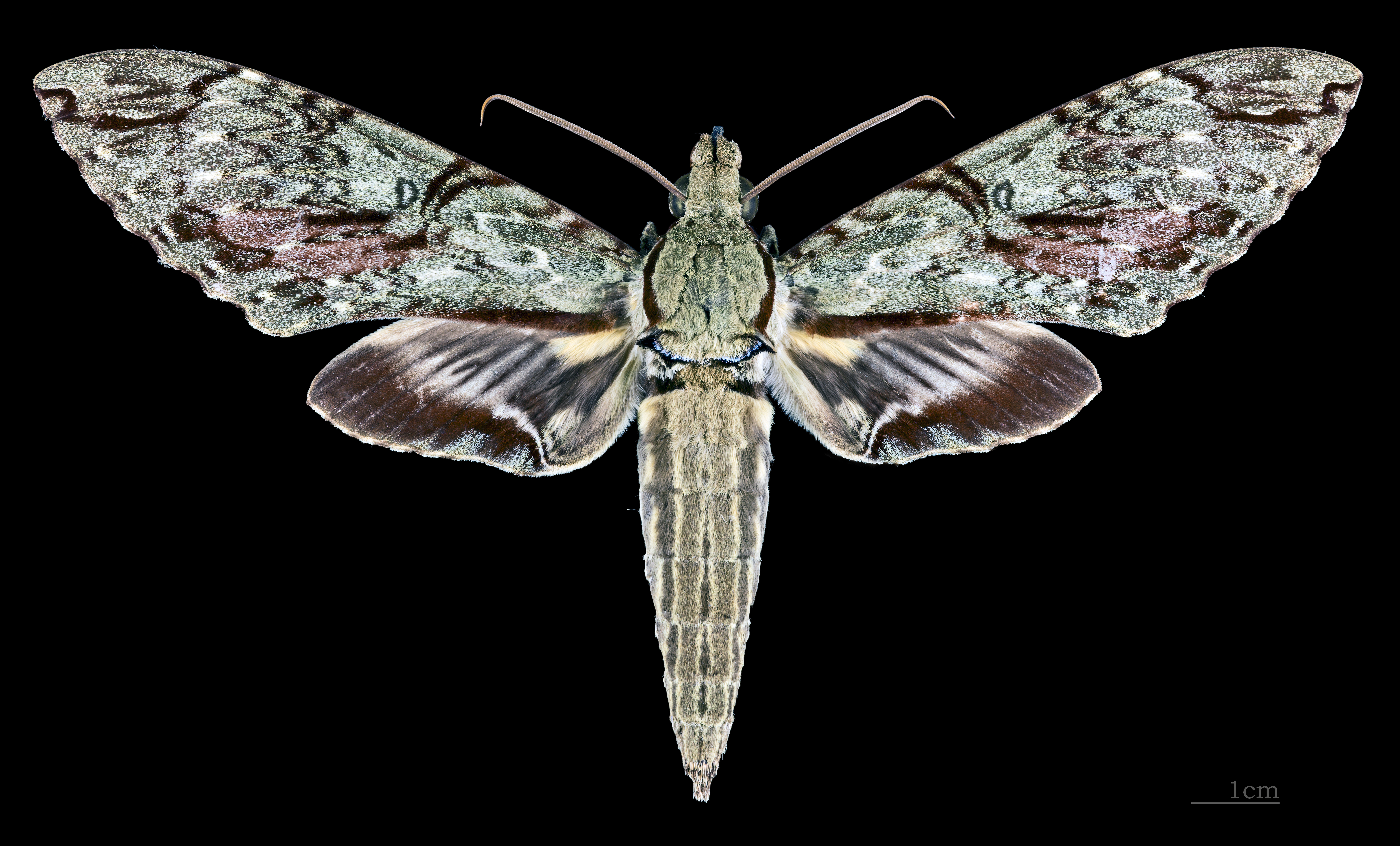
Самец
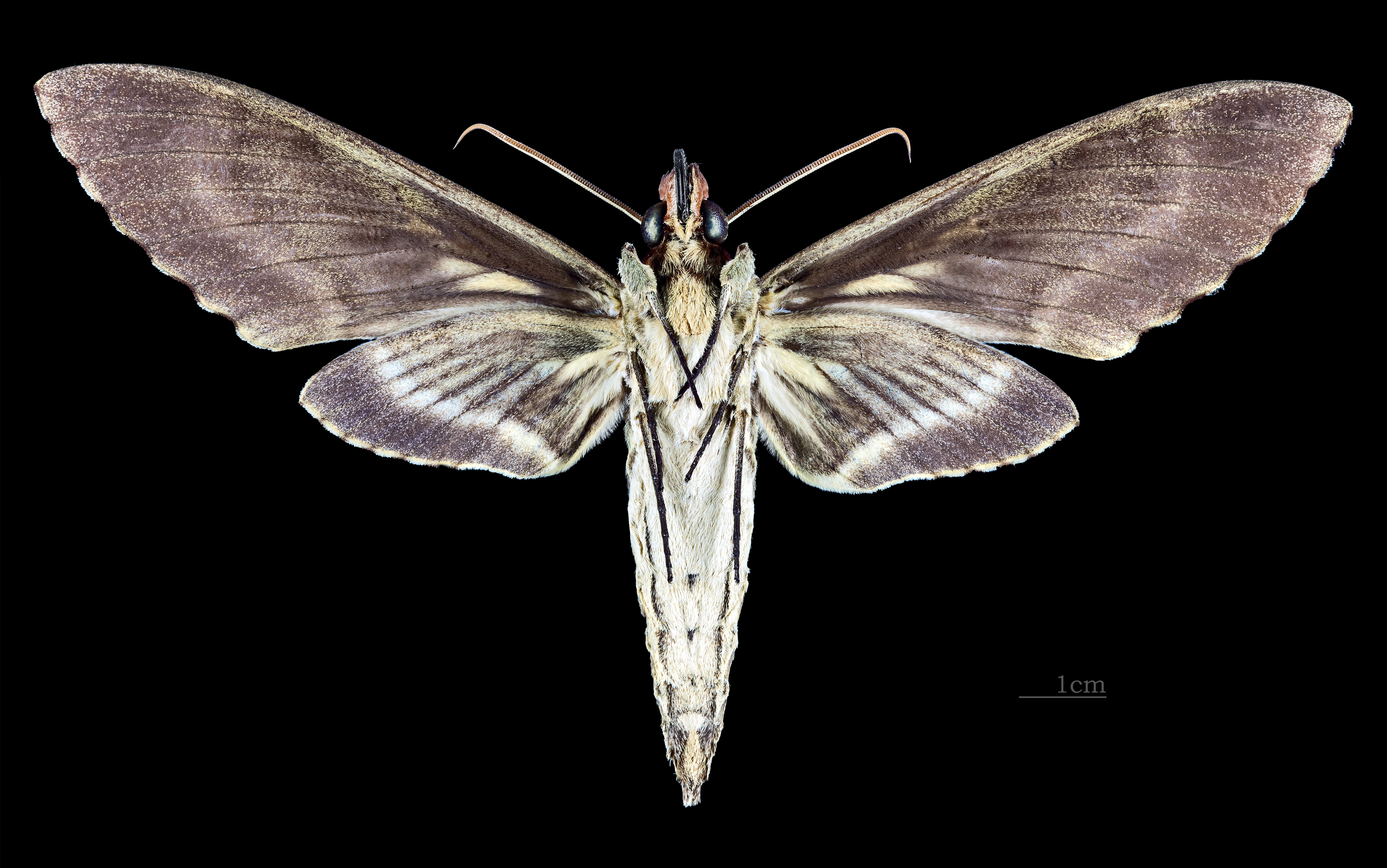
Самец, вид снизу